# Sonderkommandofoto's

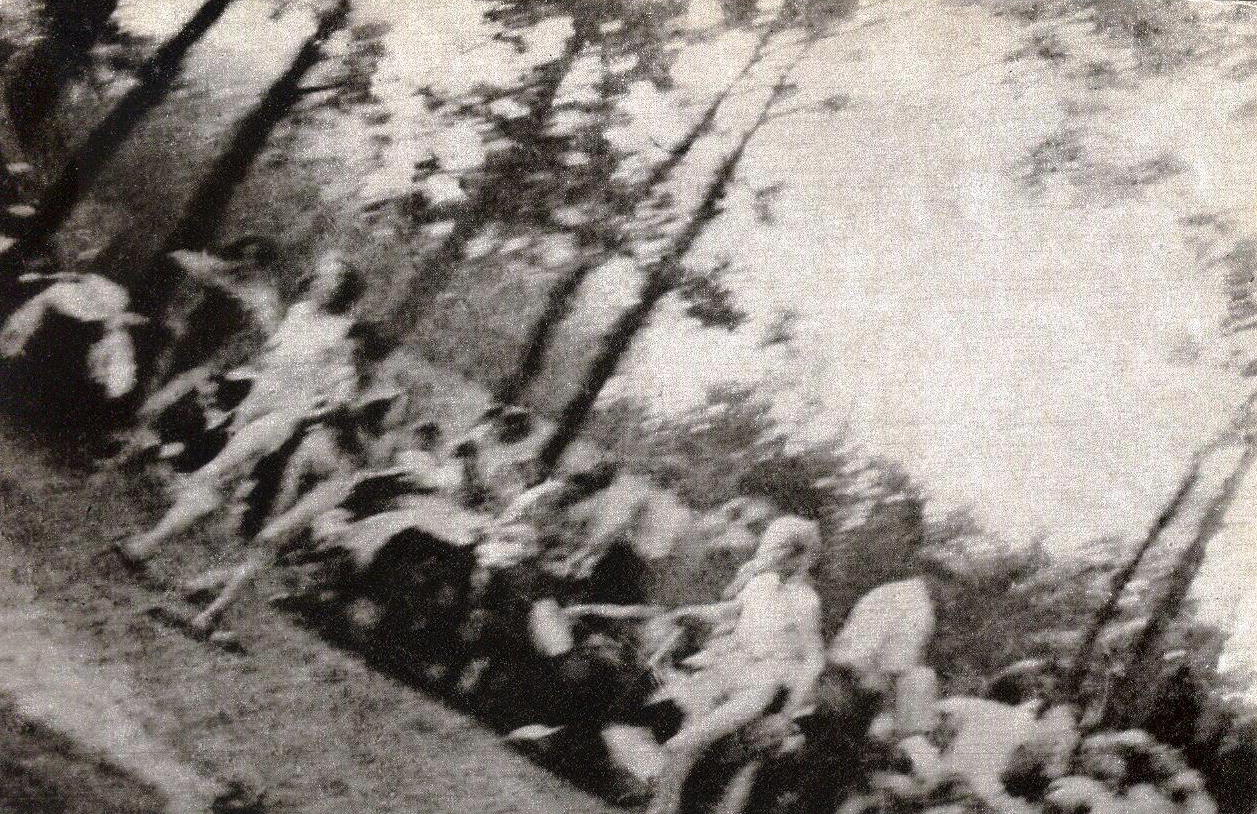
Foto nummer 282 (bijgesneden)

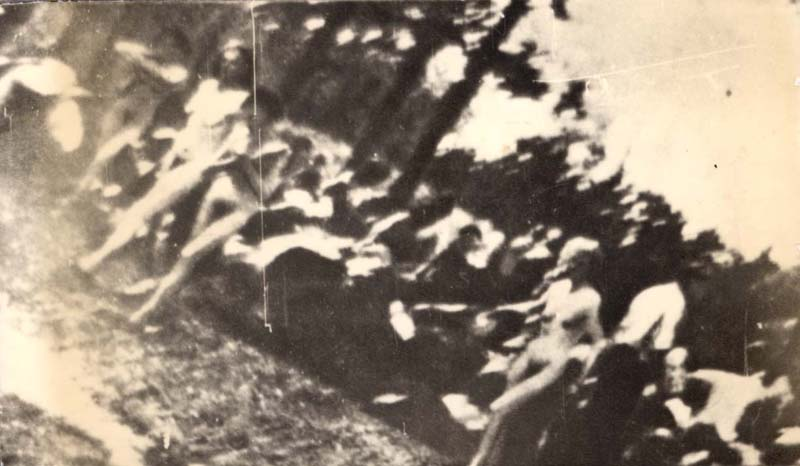
Geretoucheerde versie waarbij de vrouwen jonge gezichten en lichamen hebben gekregen

Door de RAF op 23 augustus 1944 genomen luchtfoto's met daarop rook zoals die ook zichtbaar is op de op de grond genomen foto's

De Sonderkommandofoto's zijn vier foto's die in het geheim in augustus 1944 zijn genomen door een lid van het Sonderkommando van het vernietigingskamp Auschwitz-Birkenau in Polen. Samen met foto's uit het Auschwitz Album zijn het de enige foto's die bekend zijn van de werkzaamheden bij de gaskamers.

## Beschrijving
De fotoreeks is door het Staatsmuseum Auschwitz-Birkenau genummerd van 280 tot 283. De nummers 280 en 281 tonen de verbranding van lijken en werden geschoten vanachter een opening. Nummer 282 toont een groep ontklede vrouwen die buiten wachten. Nummer 283 is een afbeelding met bomen, doordat de fotograaf de camera te hoog richtte.

## Fotograaf
De foto's werden waarschijnlijk genomen door Alberto Errera, een Griekse gevangene in Auschwitz II-Birkenau, het vernietigingskamp in het Auschwitz-complex. Errera werkte bij het Sonderkommando, een groep gevangenen die gedwongen werd te werken in en rond de gaskamers. Hij schoot twee foto's vanachter een opening van crematorium V (een gebouw met crematorium en gaskamer) en twee foto's vanuit de heup, niet in staat om de camera goed te richten. Het Poolse verzet smokkelde de film het kamp uit in een tube tandpasta.
De beelden werden eerder toegeschreven aan Sonderkommando-lid David Szmulewski. Als fotograaf werd later ene Alex genoemd, een Joodse gevangene uit Griekenland. Verschillende bronnen hebben hem geïdentificeerd als Alberto Errera, een Griekse marineofficier die later werd neergeschoten en gedood na het slaan van een SS-officier.
Andere leden van het Sonderkommando werkzaam bij crematorium V - Alter Fajnzylberg (ook bekend als Stanislaw Jankowski), broers Shlomo en Josel Dragon en David Szmulewski - hielpen mee met het verkrijgen en verbergen van de camera en door op wacht te staan.

## Publicaties en versies
De filmrol werd het kamp uitgesmokkeld door het Poolse verzet, verborgen in een tube tandpasta door Helena Danton, die in de SS-kantine werkte. Een brief van 4 september 1944 ondertekend met "staklo", geschreven door de politieke gevangenen Józef Cyrankiewicz en Stanisław Kłodziński, zat bijgesloten. In de brief werd verzocht de foto's door te sturen aan "Tell", Teresa Łasocka-Estreicher van de ondergrondse in Krakau:
"Dringend. Stuur zo snel mogelijk twee metalen fotorolletjes 6x9. Hebben de mogelijkheid om foto's te maken. De bijgevoegde foto's van Birkenau tonen gevangenen die naar gaskamers gaan. Een foto toont een van de verbrandingskuilen waarin lichamen werden verbrand toen de crematoria het niet lukte alle lichamen te verbranden. De lichamen op de voorgrond wachten om in het vuur geworpen te worden. Een andere foto toont een van de plaatsen in het bos waar mensen zich uitkleden om te 'douchen' - zoals ze werd verteld - en werden dan naar de gaskamers geleid. Stuur de filmrol zo snel als je kunt. Stuur de bijgevoegde foto's naar Tell. We denken dat vergrotingen van de foto's verder kunnen worden verzonden."
Toen de foto's voor het eerst werden verspreid door het Poolse verzet, werden ze bijgesneden tot het hoofdonderwerp, waarbij de zwarte omkadering door een opening in het gebouw niet zichtbaar was. Fotografiehistoricus Janina Struk schrijft dat Teresa Łasocka-Estreicher de Poolse fotograaf Stanislaw Mucha had gevraagd om de afdrukken te maken. Er wordt aangenomen dat het Mucha was die besloot om ze bij te snijden.

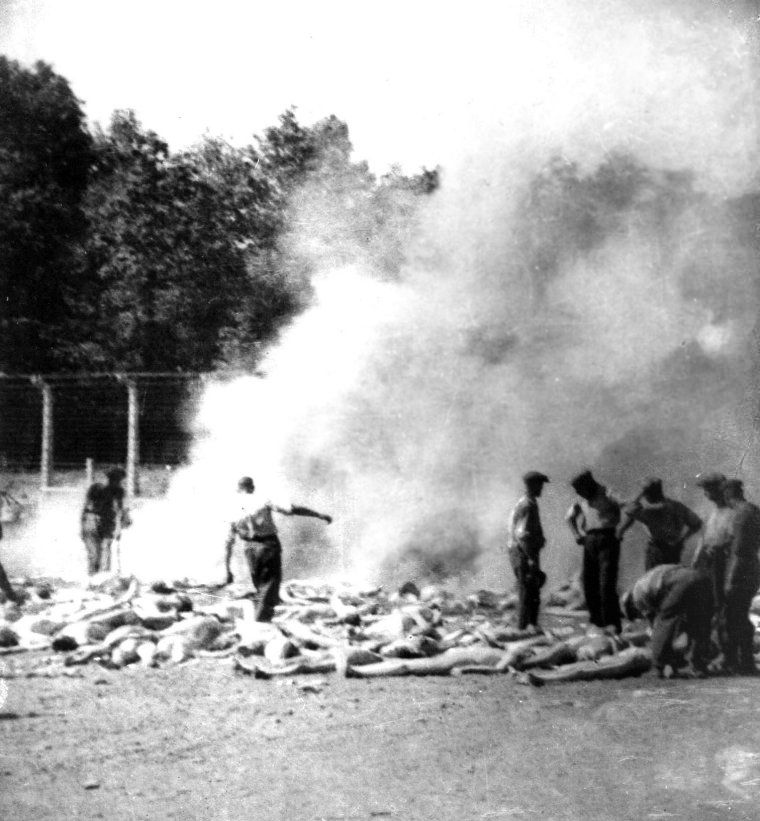
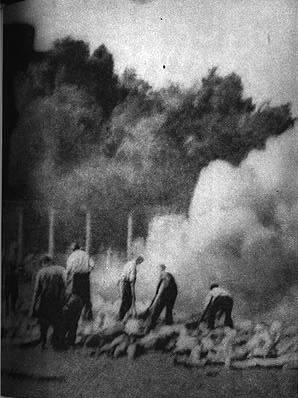

De negatieven zijn verloren gegaan. De foto's zelf werden in 1945 door de Poolse rechter Jan Sehn gepubliceerd in een rapport over Auschwitz-Birkenau. Eén werd tentoongesteld in Auschwitz in 1947. Andere werden gepubliceerd in een boek van Stanisław Wrzos-Glinka, Tadeusz Mazur en Jerzy Tomaszewski dat in 1958 in Warschau verscheen, 1939-1945: Cierpienie i Walka narodu Polskiego (vertaald in het Engels als 1939-1945: We Have Not Forgotten). Sommige van de foto's werden hierbij geretoucheerd om ze explicieter te maken.
Struk schrijft dat Wladyslaw Pytlik van de verzetsbeweging in Brzeszcze bij het Staatsmuseum Auschwitz-Birkenau in 1960 kwam getuigen over zijn ervaringen tijdens de oorlog. Hierbij bracht hij drie afdrukken van de foto's mee.
Toen Pytlik in 1985 overleed, schonk zijn vrouw zijn fotoverzameling aan het museum, waarin de onversneden versies bleken te zitten. Eerder was niet bekend dat de foto's bijgesneden waren. Historici hebben aangevoerd dat het bijsnijden een vertekend beeld biedt van de gebeurtenissen, waardoor de indruk ontstaat dat de fotograaf in staat was om zijn camera openlijk te gebruiken. In feite plaatsten hij en de rest van de groep zich in groot gevaar door het maken van de foto's; in twee, 282 en 283, is het duidelijk dat hij zelfs niet in staat was om door de lens te kijken.

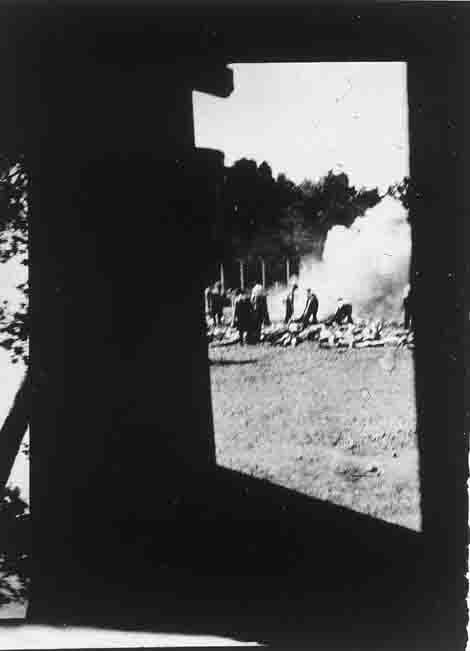
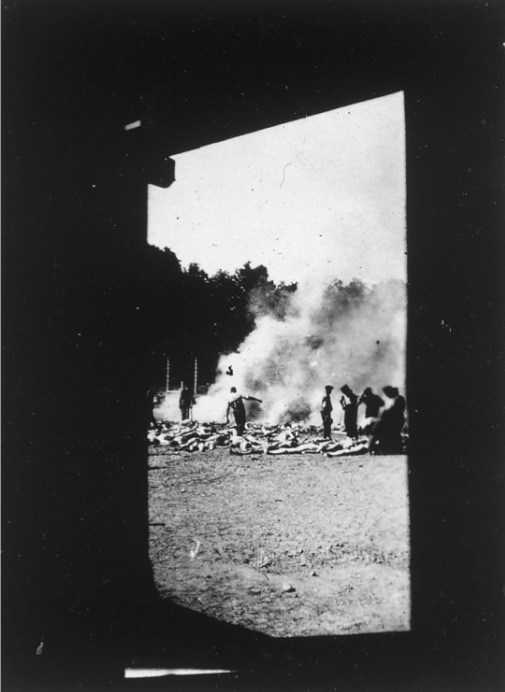
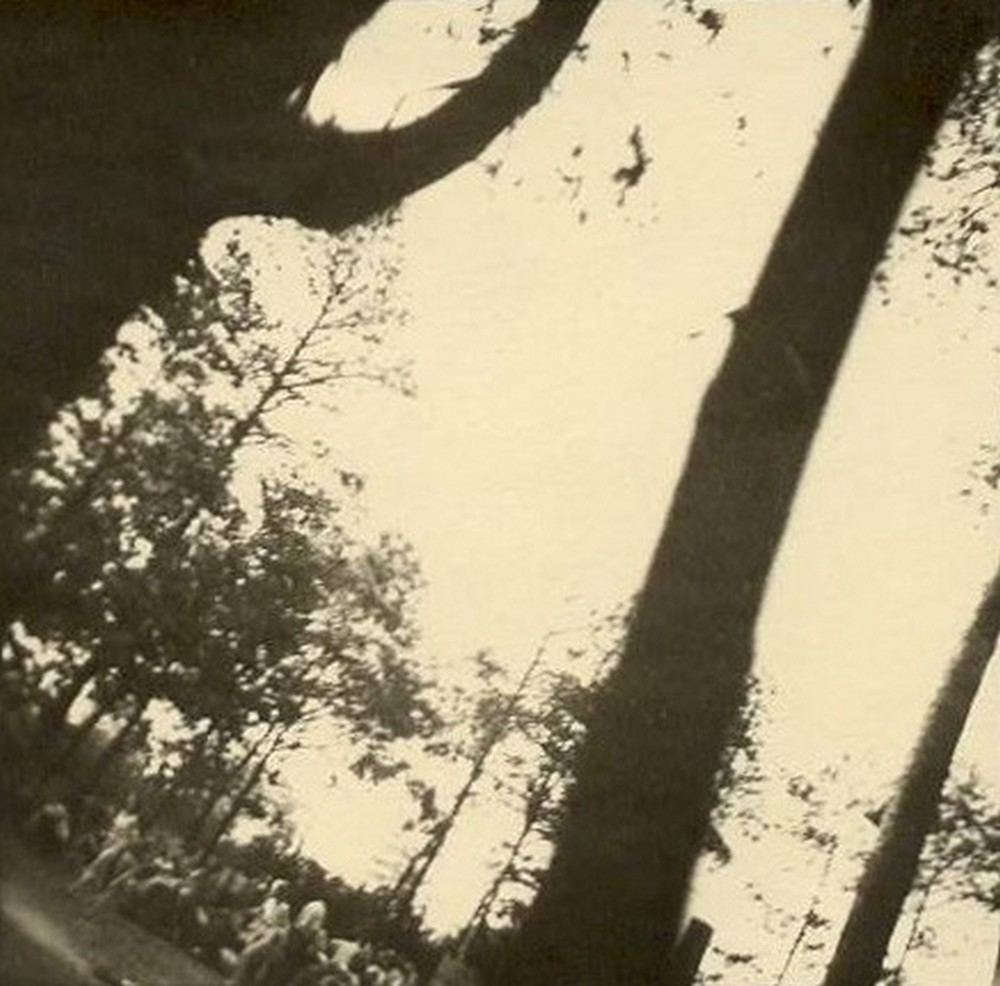
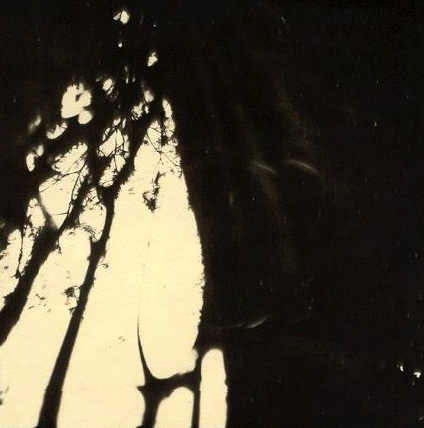